# Большое озеро (Ардатовский район)
Большо́е о́зеро (ранее также Пу́стынное о́зеро) — естественный водоём карстового происхождения в Ардатовском районе Нижегородской области России. Расположено в 3 километрах к северу от рабочего посёлка Мухтолово, к западу от автомобильной дороги Ардатов — Павлово.

## Географическое описание
Большое озеро находится на водоразделе рек Серёжа и Тёша. Озеро бессточное и не имеет постоянных притоков — питается преимущественно сезонными ручьями, ливневой и талой водой. Много веков назад составляло единое целое с Нуксенским озером, ныне отделено от него Пустынным болотом.
Длина озера составляет 1380 метров, ширина достигает 550 метров, площадь по одним данным составляет 44,09 гектара, по другим — 45,6 гектров. Абсолютная высота уреза воды — 144,3 метра над уровнем моря. Средняя глубина составляет 4 метра, но в отдельных местах достигает 8 метров, а максимальная глубина по некоторым данным достигает 21,6 метра в северной, северо-восточной и восточной частях. Объём воды — 2 182 200 кубометров. Дно покрыто слоем ила, толщина которого доходит до полутора метров. На озере имеются два крупных безымянных острова размерами 200×150 и 100×30 метров и множество небольших островков-сплавин. В озере чистая, прозрачная вода с желтоватым отливом, её прозрачность составляет 3 метра.

## История
На географических картах XIX века (например, на карте Стрельбицкого 1871 года) озеро обозначено под названием «Пустынное», под таким же названием оно фигурирует в «Описании Ардатовского уезда» 1869 года:
Изъ озеръ замечательно пустынное, подъ селомъ Мухтоловымъ, съ островомъ, гдѣ въ прежнее время былъ монастырь, отъ чего вѣроятно озеро и прозвано «пустыннымъ.».

Впрочем, на другой странице той же книги оно упомянуто под современным названием: 
...въ прежнее время въ уѣздѣ существовало три обители (монастыри): [...] витялова на островѣ большого озера, подъ селомъ Мухтоловымъ…
На большом острове в XVIII веке предположительно находилась Великоедерская пустынь (монастырь) с церковью Изосима и Савватия, остатки фундамента которого можно было наблюдать ещё в 1970-х годах. В 1973 году на берегу озера был построен пионерский лагерь, в 1990-е годы преобразованный в оздоровительный лагерь «Озёрный». Озеро пользуется популярностью среди местных жителей и туристов как место для купания и пикников.

## Природа
Берега низкие, болотистые, однако в северо-восточной части озера имеются обрывы высотой до 6 метров. На берегах произрастают старые сосны, вдоль берега во многих местах — моховая сплавина шириной до 10 метров (а северо-западе — до 50 метров), на которой встречается осока малоцветковая, включённая в Красную книгу Нижегородской области. По урезу воды произрастают осока и тростник, на водной поверхности у берегов — водоплавающие растения, среди которых выделяются кубышка, кувшинка и горец земноводный. В водах озера произрастает водоросль батрахоспермум, включённая в региональную Красную книгу. В лесах — множество грибов, среди которых включённые в региональную Красную книгу подосиновик белый и гиропор синеющий. Также в лесах обитает редкий седой дятел. В водах озера обитают карась, окунь и щука.

## Охранный статус
18 апреля 1986 года озеро было признано памятником природы регионального значения. Площадь охранной зоны составляет 63,3 гектара.